# 特朗普诉安德森案
特朗普诉安德森案是美国最高法院审理的一宗案件，裁定根据美国宪法第十四修正案第三款，各州无权决定联邦公职（包括总统）的资格。2023年12月，科罗拉多州最高法院依据第十四修正案的取消资格理论，以前总统唐纳德·特朗普在国会山骚乱中的行为为由，驳回了他的总统参选资格认定。此案在科罗拉多州法院被称为“安德森诉格里斯沃尔德案”。
科罗拉多州最高法院裁定，特朗普在骚乱前和骚乱期间的行为构成作乱。法院声称，根据美国宪法第十四修正案第三款，参与反美国作乱的总统候选人将被取消资格。科罗拉多州最高法院在安德森诉格里斯沃尔德案中的裁决，是首宗基于第十四修正案取消某州总统候选人的任职资格的案例。法院暂缓执行裁决，直至美国最高法院作出裁决。
2024年1月5日，美国最高法院批准特朗普提出的调卷令申请，要求加快审查科罗拉多州最高法院就安德森诉格里斯沃尔德案做出的裁决；口头辩论于2024年2月8日举行。2024年3月4日，最高法院发布全体法官一致裁决，推翻科罗拉多州最高法院的裁决。所有九名法官均认为，各州无权根据第三款确定联邦公职人员的资格，该权力专属于联邦政府。多数法官还裁定该条款不具有司法管辖权，只有国会才能执行第三款，即除非国会法案明确赋予法院该权力，否则法院（无论是联邦法院还是其他法院）均不能根据第三款宣布候选人丧失公职资格。四名法官不同意后一项裁决，并在附议中表示担忧，认为该裁决过于激进。

## 背景

### 国会山骚乱
2020年12月19日，即特朗普败选六周后，他在Twitter上呼吁追随者于1月6日（国会将于当天认证选举结果）前往华盛顿特区抗议，并写道：“去那里，会很疯狂！”在接下来的几周里，特朗普重复提此次抗议活动。与阴谋论“匿名者Q”相关的激进组织和团体制定了在美国国会大厦集会的后勤计划。在1月6日之前，特朗普继续重复有关佐治亚州、宾夕法尼亚州、密歇根州、内华达州和亚利桑那州等多个州选举结果的虚假声明。1月6日上午，特朗普在白宫附近的椭圆形草坪发表演讲，鼓励粉丝步行到宾夕法尼亚大道，以激发共和党人“夺回我们国家所需的那种自豪感和勇气”。在特朗普的挑衅下，特朗普的支持者暴力冲入国会大厦。

### 第十四修正案的取消资格理论
2023年8月，保守派法律学者、联邦党人协会成员威廉·鲍德和迈克尔·斯托克斯·保尔森在一篇即将发表于《宾夕法尼亚大学法律评论》的文章中，认为特朗普没有资格担任总统。鲍德和保尔森认为，宪法第十四修正案第三款禁止“曾宣誓维护合众国宪法”但“参与作乱或反叛”合众国的个人担任公职，该条款适用于特朗普，因为他在1月6日的选举人欺诈阴谋和“具体鼓励”，包括拒绝召集国民警卫队，众议院1月6日袭击事件特别委员会及其第二次联邦起诉书即为明证。鲍德和保尔森认为，根据美国宪法第二条（该条规定了总统任职资格要求），各州有法律义务和先例将特朗普从初选中除名。不过，鲍德和保尔森承认，1869年格里芬案的判决对第三款采取了务实的结果主义解释，这与他们的立场相反。在《德克萨斯法律与政治评论》上发表的一篇文章中，法学教授乔希·布莱克曼和塞思·巴雷特·蒂尔曼回应了鲍德和保尔森的观点，反对根据第十四修正案取消特朗普资格的依据。《华盛顿邮报》、《彭博观点》和《纽约时报》皆发表了与其相关的专栏文章。
2022年3月，一名地区法官裁定，根据1872年的《大赦法》，参与国会山骚乱的时任众议员麦迪逊·考索恩不能因认定为叛乱分子而被禁止参加选举。2022年5月，考索恩在初选中落败，适用《大赦法》的裁决在上诉中被推翻。2022年9月，新墨西哥州奥特罗县专员库伊·格里芬因作为“牛仔支持特朗普”组织的领导者参与骚乱被终身禁止担任公职。根据宪法第十四修正案第三款，该行为被认定为构成作乱。

## 下级法院裁决历史

### 地方法院
2023年9月6日，六名选民援引美国宪法第十四修正案取消资格理论，向科罗拉多州地方法院提起诉讼。请愿人包括四名共和党选民（包括名义原告、前州参议院多数党领袖诺玛·安德森和前美国众议员克劳丁·施奈德）和两名无党派选民。该诉讼请求法院阻止特朗普出席该州共和党总统初选。耶娜·格里斯沃尔德以其科罗拉多州州务卿的官方身份被列为被告，而特朗普和科罗拉多州共和党中央委员会则被列为介入者。审判于10月30日开始，由法官萨拉·B·华莱士主审。华莱士拒绝了特朗普律师提出的撤销案件的请求。
法庭听取了包括两名警察和一名国会议员在内的多名目击者的证词。特朗普被取消资格的案件还参考了美国众议院1月6日袭击事件特别委员会的一些调查结果。支持该案件的证词还包括一名极右翼极端主义专家、一名国家安全专家、一名宪法学教授和一名选举管理员。
11月17日，华莱士裁定格里斯沃尔德必须将特朗普保留在选票上，但表示根据优势证据的标准，特朗普参与了作乱，这是法官第一次明确指出特朗普煽动了国会山骚乱。法官裁定则是基于他之前的言论以及在骚乱期间的不作为所作出之考虑。华莱士表示，特朗普不是美国官员，只有零星的“直接证据”表明总统职位是美国官员的一部分。
科罗拉多州地方法院依据美国宪法第十四修正案第三款的定义，作乱是“一群人公开使用武力或威胁使用武力……以妨碍或阻止美国宪法的执行”。

### 科罗拉多州最高法院
原告于11月20日提起上诉。科罗拉多州最高法院同意于11月21日受理“安德森诉格里斯沃尔德”案。12月19日，法院以4比3的全体一致表决结果裁定特朗普取消初选资格，推翻了地区法院的裁决。科罗拉多州最高法院在裁决中指出，并非所有其他州都有预先审核初选候选人资格的标准，并援引了密歇根州的初选框架；密歇根州的选举法中没有“合格候选人”（qualified candidate）一词，密歇根州法院无法明确评估候选人的资格，密歇根州务卿在初选中的职责也有限。相比之下，科罗拉多州的选举法赋予该州在罢免候选人方面更大的自主权。
特朗普被判定不仅煽动了作乱，而且参与了作乱。科罗拉多州最高法院认为没有必要对作乱进行定义，而是裁定“我们足以得出结论，就第三款而言，‘作乱’的任何定义都包括一群人协同公开地使用武力或威胁使用武力，以阻碍或阻止美国政府采取必要行动，实现该国的和平权力交接 。”
首席大法官布莱恩·博特赖特以及卡洛斯·萨穆尔和玛丽亚·伯肯科特两位大法官提出了不同意见。首席大法官博特赖特的反对意见基于以下观点：候选人是否参与叛乱的问题过于宽泛，无法根据相关司法法规进行裁决。萨穆尔大法官质疑简化的资格审理程序能否提供充分的正当程序。他将特朗普获得的正当程序与叛乱刑事审判中强制执行的程序进行了对比。萨穆尔大法官和伯肯科特大法官均否认存在执行第三款的州法律诉讼理由。
法院的裁决最初暂缓执行至2024年1月4日，即科罗拉多州印刷初选选票截止日期的前一天，但后来被无限期延长。
裁决作出后的24小时内，社交媒体上出现了许多针对科罗拉多州最高法院多数意见成员的暴力和死亡威胁。联邦调查局表示将与州和地方警方一起调查这些威胁。

### 对裁决的反应

#### 共和党
美国全国各地的共和党人对此次裁决表示谴责。特朗普竞选团队发言人張振熙表示，科罗拉多州最高法院的裁决剥夺了“科罗拉多州选民投票选出自己喜欢的候选人的权利”。特朗普竞选团队利用该裁决筹集资金，指责民主党试图“通过操纵选举来全面控制美国”。数小时后，特朗普在爱荷华州滑铁卢发表演讲时并未提及该裁决，且否认自己是叛乱分子。
其他共和党总统候选人也对此次裁决表示谴责。维韦克·拉马斯瓦米在社交媒体上发表声明，称该裁决是“对民主的攻击”。佛罗里达州州长罗恩·德桑蒂斯声称：“左派援引‘民主’来为其权力使用辩护，即使这意味着滥用司法权，以虚假的法律依据将候选人从选票中除名。”妮基·黑利告诉记者，她不认为特朗普应该成为总统，但她批评此次裁决，并表示她计划“公平地击败他”，选民应该做出决定.。特朗普的激烈批评者克里斯·克里斯帝也反对此次裁决，称特朗普应该“被选民而不是法院阻止成为美国总统”。候选人阿萨·哈钦森表示，此次裁决将“困扰他的候选资格”。哈钦森在第一次共和党辩论中就曾提请人们关注第十四修正案取消资格理论。
俄亥俄州共和党参议员JD·万斯指责法院“利用法律程序作为政治武器，剥夺数百万美国选民的权利”。众议院议长迈克·约翰逊称该裁决是“赤裸裸的党派攻击”。北卡罗来纳州共和党参议员汤姆·蒂利斯表示，他打算提出立法，扣留向实施第十四修正案取消资格理论的各州提供的选举管理联邦资金。科罗拉多州联邦众议员劳伦·博伯特写道，该裁决“旨在压制数十万科罗拉多人的投票和声音”。
维韦克·拉马斯瓦米誓言要退出科罗拉多州的初选，以示抗议。科罗拉多州共和党在推特上表示，如果裁决成立，他们将“退出”初选，转而采用纯粹的党团会议制。

#### 民主党
时任总统乔·拜登在回应科罗拉多州最高法院的裁决时表示，特朗普支持作乱是“毫无疑问的”。科罗拉多州众议员杰森·克劳对科罗拉多州最高法院的裁决表示赞赏。特拉华州参议员克里斯·康斯对科罗拉多州最高法院禁止前总统唐纳德·特朗普参加该州选举的裁决表示欢迎，称该裁决是“对宪法第十四修正案文本的简单解读”。
部分民主党人反对该裁决。宾夕法尼亚州参议员约翰·费特曼批评阻止特朗普参选的努力“极其无益”，并表示任何阻止特朗普参选的努力“只会让他更受欢迎、更强大，只会激发他的支持者热情，根本没有帮助”。费特曼在声明的最后表示，民主党应该专注于在民调中击败特朗普。加州州长加文·纽森也批评了科罗拉多州的裁决，他表示：“毫无疑问，唐纳德·特朗普对我们的自由，甚至民主都构成了威胁。但在加州，我们在投票站击败了候选人。其他一切都只是政治干扰。”

## 美国最高法院审理
2023年12月27日，科罗拉多州共和党就安德森诉格里斯沃尔德案的裁决向美国最高法院提起上诉，该裁决无限期延长科罗拉多州最高法院对该裁决的暂缓执行。特朗普于2024年1月3日对该裁决提出上诉，最高法院于1月5日加速审理此案，并于2月8日举行口头辩论。

### 案情陈述和法庭之友
特朗普在案情陈述中提出了多项论点，以支持推翻科罗拉多州最高法院的裁决。特朗普的主要论点是，第三款不适用于总统，因为总统不应被视为第三款所定义的“合众国官员”。被告在其陈述中回应道：“总统……是‘官员’，因为他们担任‘职务’”。他们以国会山骚乱的证据为依据，辩称特朗普参与了宪法第十四修正案第三款所定义的作乱。而特朗普因为他本人并未在国会大厦参与暴力活动，因此他声称并没有参与叛乱。虽然特朗普的陈述声称他在椭圆形草坪的演讲受到宪法第一修正案的保护，但他们辩称特朗普的演讲并非如此，其原因是根据布兰登伯格诉俄亥俄州案的裁决，特朗普的演讲不构成煽动性言论。特朗普在简短的声明中声称，根据宪法第十四修正案第三款，取消资格仅限于担任公职，而不包括在竞选中。
特朗普的陈述还敦促最高法院做出对他有利的裁决，原因是支持科罗拉多州判决的裁决将鼓励其他州采取类似的行动，“这可能会剥夺数千万美国人的选举权，并势必引发混乱和骚乱”。被告的陈述将此解读为一种威胁，但建议执行第十四修正案第三款，以避免赋予特朗普权力制造类似于“当他参加选举并落选时”发生的混乱。
支持特朗普的法庭之友包括共和党全国委员会和全国共和党国会委员会提交的联合简报，以及全国共和党参议院委员会提交的简报，两份简报均表示担心科罗拉多州的行动会导致其他州纯粹出于政治原因将总统候选人从选票中剔除。此外还有一份由特德·克鲁兹和史蒂夫·斯卡利斯领衔的约180名共和党国会议员的联合声明，认为科罗拉多州的行动剥夺了美国国会维持第三款的权力。共和党全国委员会和全国共和党国会委员会的简报援引大法官安東寧·斯卡利亞的言论，敦促最高法院采用文本主义解读；特朗普的案情陈述也敦促采用文本主义解读。
支持科罗拉多州的案情陈述包括来自25位南北战争和重建时期历史学家的陈述，其中包括艾伦·利希特曼、詹姆斯·M·麦克弗森、弗农·伯顿、玛尼莎·辛哈 、保罗·D·埃斯科特、布鲁克斯·D·辛普森和哈里·L·沃森。辩论摘要解释了宪法第十四修正案第三款起草者将总统职位纳入其中的意图，并认为该条款不需要国会采取进一步行动予以实施。以J·迈克尔·卢蒂格为首的多位保守派法官和律师的回应认为法院有权裁决这一问题，并敦促最高法院采用文本主义的解读，赋予第十四修正案第三款“公平含义”；科罗拉多州务卿耶拿·格里斯沃尔德的辩论摘要认为该州应该能够依靠自己的司法程序来裁定候选人是否有资格参加选举。宪法问责中心在其简报中敦促法院遵循斯卡利亚在“国家劳工关系委员会诉诺尔·坎宁案”中的文本主义赞同意见，该意见指出总统是美国官员。

### 口头辩论
在口头辩论中，特朗普的代表律师是乔纳森·F·米切尔，最初提出申请的选民代表律师是杰森·默里，州务卿格里斯沃尔德的代表律师是科罗拉多州总检察长办公室的香农·史蒂文森。据观察人士称，持不同意识形态立场的法官似乎都对各州可根据宪法第十四修正案确定资格的说法持怀疑态度。相反，法官们普遍提出的问题都指向第十四修正案，该修正案要求国会主动作出此项决定。卡瓦诺大法官提起了1869年由弗吉尼亚州地区法院审理的格里芬案，该案由上诉法官萨蒙·蔡斯大法官于第十四修正案通过一年后裁定。在该案中，法院裁定，除非国会通过法律，否则不能通过针对法官的叛乱禁令。法官们较少提出与国会山骚乱相关的问题。

### 裁决
在2024年3月4日发布的一份未经签名的全体法官一致意见中，法院一致裁定，根据宪法第十四修正案第五款的规定，国会拥有执行第十四修正案第三款的专属权力；因此，除非国会法案明确赋予法院该权力，否则法院（无论是联邦法院还是其他法院）均不得根据该第三款宣布候选人丧失任职资格。此外，该意见还指出，“根据宪法，各州无权执行与联邦公职，尤其是总统职位相关的第三款规定”。该意见还表示担忧，如果将该权力留给各州，将会在选举前后造成混乱，并可能剥夺选民的选举权。
虽然九位大法官一致认为，宪法第十四修正案的权力仅授予联邦政府而非各州政府，但最终还是发表了两份不同的意见。艾米·科尼·巴雷特大法官赞同最高法院的裁决，认为各州不得对联邦官员强制执行第三款，但她写道，最高法院不应处理“联邦立法是否需要强制执行第三款的唯一途径这一复杂问题”。索尼娅·索托马约尔、埃琳娜·卡根和凯坦吉·布朗·杰克逊三位大法官在一份由三位大法官共同签署的意见书中赞同该判决，但表示最高法院的裁决超出了本案的需要，不应宣布国会拥有决定第三款资格问题的专属权力，并指出最高法院的意见已经“裁决了新颖的宪法问题，以使本法院和请愿人（特朗普）免受未来的争议”。

### 引用文献
- ECF No. 1, Grand Jury Indictment, United States of America v. Donald J. Trump, Criminal No. 23-257 (D.D.C. 2023-08-01).
- Anderson v. Griswold (No. 23SA300) (Colo. 2023-12-19).